# Европско првенство у атлетици за јуниоре 2013 — 10.000 метара за јуниоре
Такмичење у трчању на 10.000 метара у мушкој конкуренцији на на 22. Европском првенству у атлетици за јуниоре 2013. у Ријетију Италија одржано је 18. јула 2013. године на Stadio Raul Guidobaldi стадиону.
Титулу освојену у Талину 2011, није бранио Габријел Наваро из Шпаније.

## Земље учеснице
Учествовало је 24 такмичара из 15 земаља.
1. Белгија (1)
2. Бугарска (1)
3. Грчка (1)
4. Израел (1)
5. Ирска (1)
6. Италија (2)
7. Мађарска (3)
8. Норвешка (2)
9. Португалија (1)
10. Русија (1)
11. Србија (1)
12. Турска (3)
13. Украјина (2)
14. Хрватска (1)
15. Шпанија (3)

## Квалификациона норма
| Норма    |
| -------- |
| 31:30,00 |

## Освајачи медаља
|                   |                        |                        |
| Али Каја · Турска | Лоренцо Дини · Италија | Дино Бошњак · Хрватска |

## Сатница
| Датум   | Време | Коло   |
| ------- | ----- | ------ |
| 18. јул | 20:00 | Финале |

## Рекорди
| Рекорди пре почетка Европског првенства 2013.     | Рекорди пре почетка Европског првенства 2013. | Рекорди пре почетка Европског првенства 2013. | Рекорди пре почетка Европског првенства 2013. | Рекорди пре почетка Европског првенства 2013. | Рекорди пре почетка Европског првенства 2013. |
| Рекорди                                           | Атлетичар                                     | Земља                                         | Време                                         | Место                                         | Датум                                         |
| ------------------------------------------------- | --------------------------------------------- | --------------------------------------------- | --------------------------------------------- | --------------------------------------------- | --------------------------------------------- |
| Европски рекорд У-20                              | Кристијан Леупрект                            | Италија                                       | 28:22,48                                      | Кобленц, Западна Немачка                      | 4. септембар 1990.                            |
| Рекорди европских првенстава У-20                 | Кристијан Леупрект                            | Италија                                       | 29:04,06                                      | Вараждин, Југославија                         | 26. август 1989.                              |
| Најбољи европски резултат сезоне У-20             | Михаил Стрелков                               | Русија                                        | 29:38,26                                      | Москва, Русија                                | 11. јун 2013.                                 |
| Рекорди после завршеног Европског првенства 2013. |                                               |                                               |                                               |                                               |                                               |
| Рекорди европских првенстава У-20                 | Али Каја                                      | Турска                                        | 28:31,16                                      | Ријети, Италија                               | 18. јул 2013.                                 |
| Најбољи европски резултат сезоне У-20             | Али Каја                                      | Турска                                        | 28:31,16                                      | Ријети, Италија                               | 18. јул 2013.                                 |

### Најбољи резултати у 2013. години
Десет најбољих европских атлетичара у бацању кугле у 2013. години је пре почетка светског првенства (18. јула 2013) заузимало следећи пласман.
| 1.  | Михаил Стрелков      | Русија   | 29:38,26 | 11. јун   |
| 2.  | Али Каја             | Турска   | 29:45,56 | 17. мај   |
| 3.  | Лоренцо Дини         | Италија  | 29:57,63 | 28. април |
| 4.  | Јасмин Љајић         | Србија   | 30:12,21 | 24. мај   |
| 5.  | Наполеон Соломон     | Шведска  | 30:26,08 | 18. јун   |
| 6.  | Сабахатин Јилдиримџи | Турска   | 30:29,38 | 1. јун    |
| 7.  | Адем Карагоз         | Турска   | 30:35,51 | 1. јун    |
| 8.  | Самуеле Дини         | Италија  | 30:39,67 | 28. април |
| 9.  | Максим Јакимчук      | Украјина | 30:46,74 | 17. мај   |
| 10. | Дмитро Долинчук      | Украјина | 30:47,53 | 6. јун    |

Такмичари чија су имена подебљана учествовали су на ЕП 2013.

## Резултати

### Финале
Такмичење је одржано 18. јула у 20:00.,
| Место | Атлетичар            | Земља                | ЛР       | ЛРС      | Резултат | Белешка       |
| ----- | -------------------- | -------------------- | -------- | -------- | -------- | ------------- |
|       | Али Каја             | Турска               | 29:45,56 | 29:45,56 | 28:31,16 | РЕПј, НРј, ЛР |
|       | Лоренцо Дини         | Италија              | 29:57,63 | 29:57,63 | 29:31,11 |               |
|       | Дино Бошњак          | Хрватска             | 29:41,20 |          | 29:59,07 |               |
| 4.    | Михаил Стрелков      | Уједињено Краљевство | 29:38,26 | 29:38,26 | 30:58,49 |               |
| 5.    | Хаиме Гарсија        | Шпанија              |          |          | 31:12,70 |               |
| 6.    | Арон Тот             | Мађарска             |          |          | 31:34,94 |               |
| 7.    | Данијел Мартинез     | Шпанија              |          |          | 31:36,07 |               |
| 8.    | Александар Јотовски  | Бугарска             |          |          | 31:55,55 |               |
| 9.    | Мирко Партенопе      | Италија              |          |          | 31:49.29 |               |
| 10.   | Маркос Гоурлиас      | Грчка                |          |          | 31:58,49 |               |
| 11.   | Хју Армстронг        | Ирска                |          |          | 32:16,19 |               |
| 12.   | Иштван Соги          | Мађарска             | 30:56,54 | 30:56,54 | 32:28,57 |               |
| 13.   | Стиан Бекевол        | Норвешка             |          |          | 32:29,96 |               |
| 14.   | Дмитро Долинчук      | Украјина             | 30:47,53 | 30:47,53 | 34:07,26 |               |
| 15.   | Урош Кутлешић        | Србија               | 31:05,49 | 31:05,49 | 35:11,42 |               |
|       | Кетеле Алехин        | Израел               |          |          | НЗ       |               |
|       | Антон Чепикау        | Белорусија           |          |          | НЗ       |               |
|       | Некагенет Крипа      | Италија              |          |          | НЗ       |               |
|       | Мохамед Јелоул       | Шпанија              |          |          | НЗ       |               |
|       | Адем Карагоз         | Турска               | 30:35,51 | 30:35,51 | НЗ       |               |
|       | Паоло Росарио        | Португалија          |          |          | НЗ       |               |
|       | Јоаким Седал         | Норвешка             |          |          | НЗ       |               |
|       | Максим Јакимчук      | Украјина             | 30:46,74 | 30:46,74 | НЗ       |               |
|       | Сабахатин Јилдиримџи | Турска               | 30:29,38 | 30:29,38 | НЗ       |               |

### Пролазна времена
| Дистанца | Време    | Атлетичар | Држава |
| -------- | -------- | --------- | ------ |
| 1.000 м  | 2:52,83  | Али Каја  | Турска |
| 2.000 м  | 5:36,38  | Али Каја  | Турска |
| 3.000 м  | 8:21,69  | Али Каја  | Турска |
| 4.000 м  | 11:09,78 | Али Каја  | Турска |
| 5.000 м  | 14:00,74 | Али Каја  | Турска |
| 6.000 м  | 16:55,06 | Али Каја  | Турска |
| 7.000 м  | 19:52,00 | Али Каја  | Турска |
| 8.000 м  | 22:48,32 | Али Каја  | Турска |
| 9.000 м  | 25:45,68 | Али Каја  | Турска |